# Николо-Скопин
Николо-Скопин — село в Скопинском районе Рязанской области, входит в состав Успенского сельского поселения.

## География
Село расположено в 15 км на северо-восток от центра поселения села Успенское и в 19 км на северо-восток от райцентра города Скопин.

## История
Никольское первоначально в качестве деревни входило в состав прихода к селу Вердереву; находившаяся в нем каменная церковь во имя преподобного Сергия Радонежского Чудотворца с приделом великомученицы Варвары, построенная в 1691 году стольником Иваном Ивановичем Вердеревским, в первый раз, как отмечено в окладных книгах, обложена была данью в 1694 году в количестве 2 руб. 30 алтын 4 денег. При новопостроенной церкви церковной пашни было 12 четвертей в поле, сенных покосов на 30 копен, а в приходе к той церкви 3 двора помещиковых, 106 дворов крестьянских, 2 двора бобыльских и всего 111 дворов.
В XIX — начале XX века село являлось центром Сергиевской волости Скопинского уезда Рязанской губернии. В 1906 году в селе было 107 дворов.
С 1929 года село являлось центром Никольского сельсовета Скопинского района Рязанского округа Московской области, с 1937 года — в составе Рязанской области, с 1957 года — в составе Рождественского сельсовета, с 2005 года — в составе Успенского сельского поселения.

## Население
| 1859 | 1897 | 1906 | 2010 |
| ---- | ---- | ---- | ---- |
| 443  | ↗566 | ↗768 | ↘85  |

## Достопримечательности
В селе расположена недействующая Сергиевская церковь (1691)